# Найт, Константин Андреевич
Найт Константин Андреевич (род. 11 мая 1987, Ленинград) — российский пилот, участник Чемпионата России по дрэг-рейсингу многократный чемпион соревнований по дрэг-рейсингу в России и Республики Беларусь.  В 2012 году организовал гоночную команду Night Racer Team. С 2017 года выступает в официальных соревнованиях под эгидой Российской Автомобильной Федерации на автомобиле Toyota MR-2 Phoenix. С 2021 года на болиде Top-Dragster Night_Arrow в команде из Новосибирска MaxRide Motorsport.
Доцент Финансового Университета при Правительстве Российской Федерации, Кафедра бизнес-информатики Факультета информационных технологий и анализа больших данных

## Личная жизнь
Жена — Найт Евгения Геннадьевна , Сын — Найт Борис Константинович, Дочь - Найт Кира Константиновна

## Гоночная карьера
2017 – Чемпион Центрального Федерального Округа, класс FS-A 
2017 – Чемпион Санкт-Петербурга, FreeRace класс MFS
2018 – Чемпион Центрального и Вице-чемпион Приволжского Федеральных Округов, класс FS-A
2019 – Абсолютный Чемпион Республики Беларусь, класс RWD Unlim
2020 – Чемпион Москвы и Московской области, класс Pro-Race
2021 – 4  место в Чемпионате России, класс US 6.8
2022 – 5 место в Чемпионате России, класс US 4.3
2023 – 6 место в Чемпионате России, класс US 4.3
2024 – 1 место в Кубке России, класс  FS-B 4.5
Лучшее время на 1/4 мили: 6,903 сек                               Рекорд скорости на 1/4 мили: 309,8 км\ч
Лучшее время на 1/8 мили: 4,302 сек                               Рекорд скорости на 1/8 мили: 257,6 км\ч

## Статистика выступлений

### Сводная таблица
| Сезон | Турнир                              | Категория / Класс | Старты | Победы | Подиумы | Очки | Место |
| ----- | ----------------------------------- | ----------------- | ------ | ------ | ------- | ---- | ----- |
| 2019  | Чемпионат Беларуси по дрэг-рейсингу | RWD               |        |        |         |      |       |
| 2019  | Чемпионат Беларуси по дрэг-рейсингу | Unlim             |        |        |         |      |       |
| 2021  | Чемпионат России по дрэг-рейсингу   | US 6.8 секунд     |        |        |         | 241  | 4     |
| 2022  | Чемпионат России по дрэг-рейсингу   | US 4.3 секунды    | 4      | 0      | 1       | 141  | 5     |
| 2023  | Чемпионат России по дрэг-рейсингу   | US 4.3 секунды    | 4      | 0      | 2       | 205  | 6     |
| 2024  | Кубок России по дрэг-рейсингу       | FS-B 4.5 секунд   | 4      | 2      | 3       | 429  | 1     |
| Сезон | Турнир                              | Категория / Класс | Старты | Победы | Подиумы | Очки | Место |

● Сезон продолжается.

### Комментарии
1. ↑  Всего в сезоне 5 этапов. В финальном заезде 1 этапа не стартовал.